# Playa de la Concha (Santander)
La playa de la Concha es un pequeño arenal de Santander, Cantabria (España), que se encuentra situado entre otras dos playas: la primera playa del Sardinero y la playa del Camello. Salvo cuando la marea está muy alta, casi siempre es una playa que está unida a la de El Sardinero. Con marea baja también se puede pasar desde ella a la playa del Camello, aunque los dos arenales están separados por una zona de rocas.
Es una playa muy familiar y normalmente frecuentada por lugareños, pues no es tan conocida como otras grandes playas de Santander por los turistas. En la parte derecha de la playa hay un islote que se une al arenal cuando baja la marea y que es un lugar muy recomendable para el baño y el buceo en los pozos que se forman alrededor de él.